# Jacques Saly

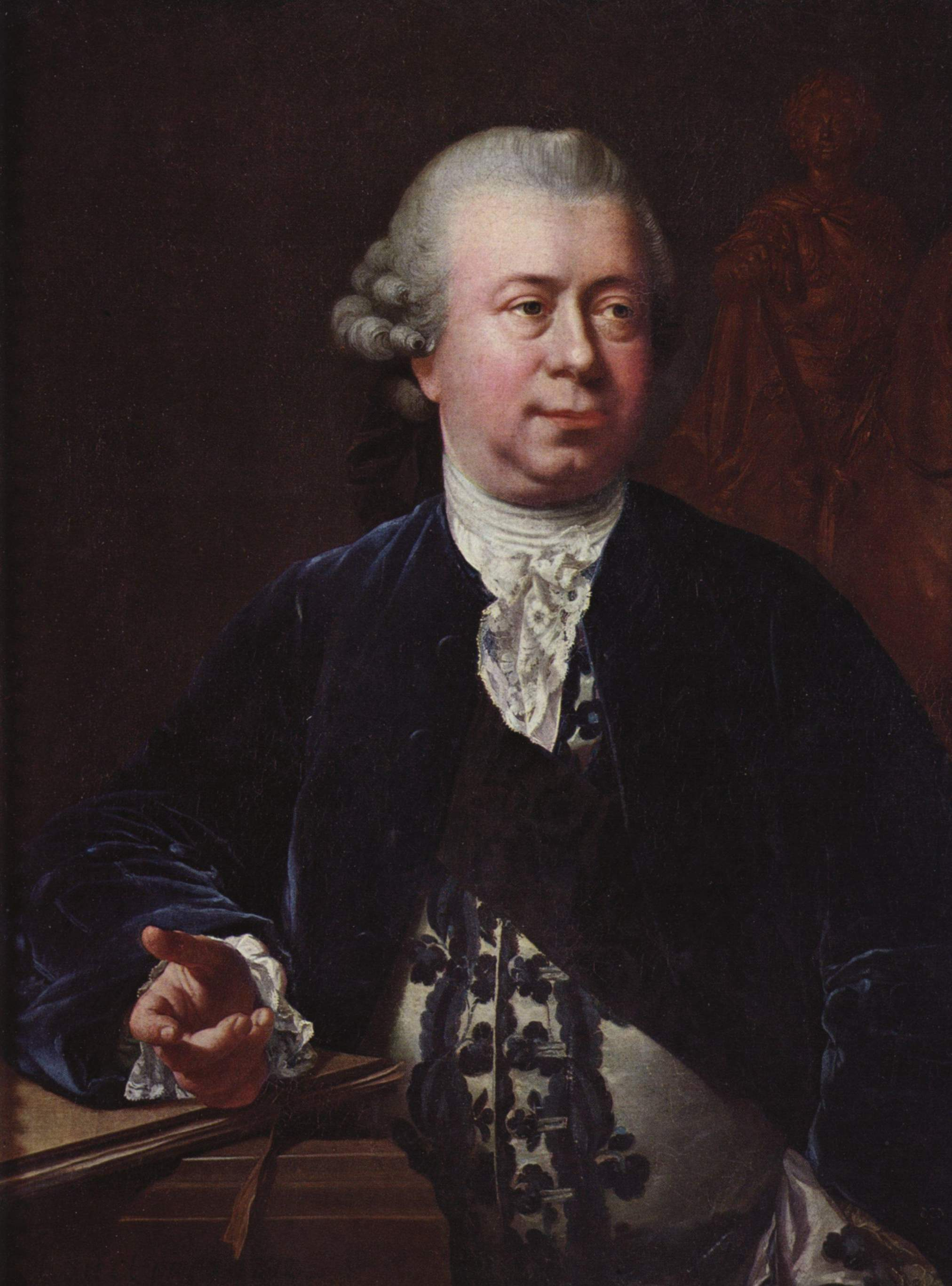
Jacques Saly, Porträt von Jens Juel (1772)

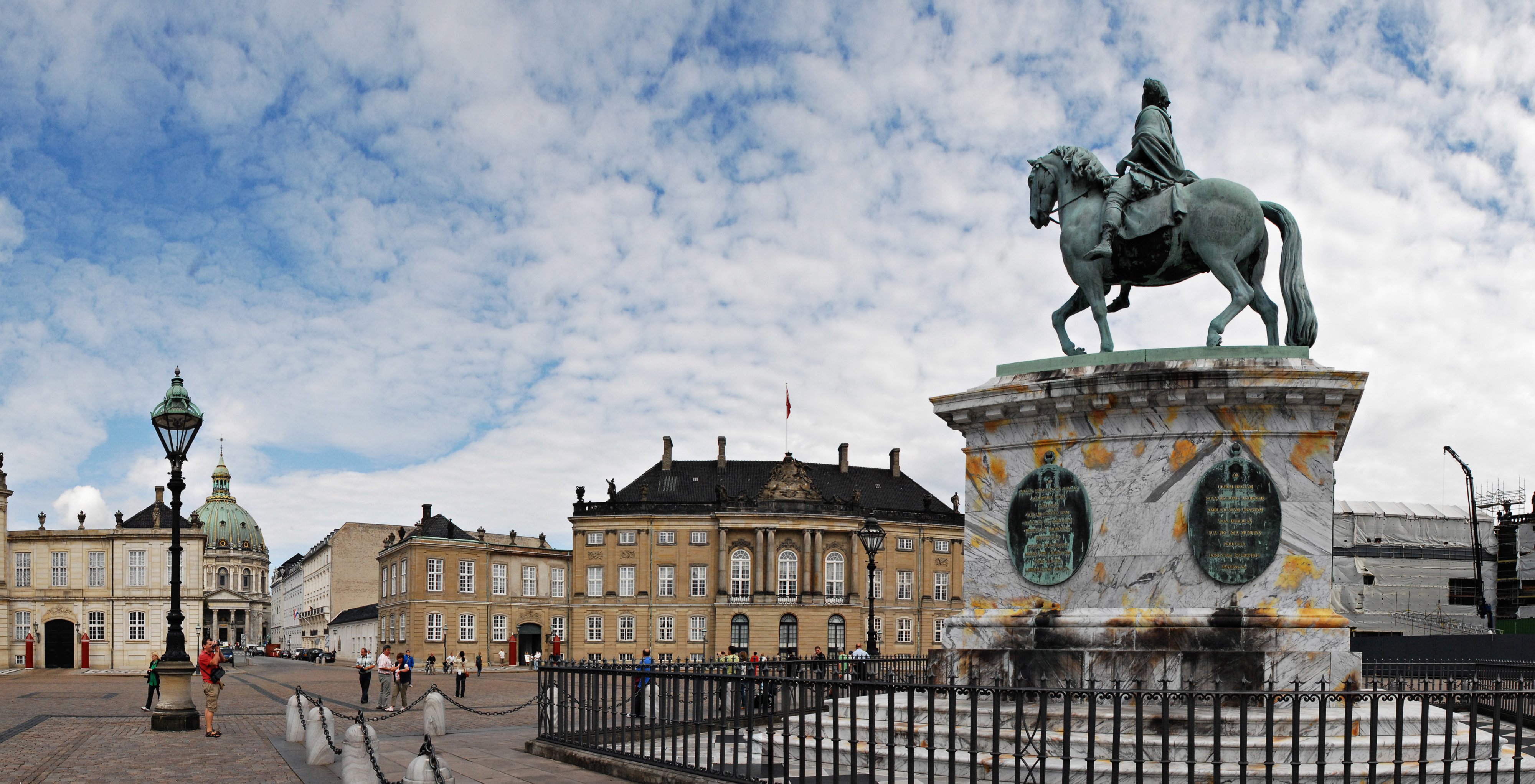
Reiterstandbild Friedrichs V. in Kopenhagen

Jacques François Joseph Saly (* 20. Juni 1717 in Valenciennes; † 4. Mai 1776 in Paris) war ein französischer Bildhauer.

## Leben
Jacques Saly erhielt seine erste Ausbildung als Kind bei Antoine Gilles in Valenciennes. 1732 wurde er zu dem damals führenden Bildhauer Guillaume Coustou nach Paris geschickt und besuchte gleichzeitig die Académie royale de peinture et de sculpture. Aufgrund der im Studium gewonnenen Preise, darunter den Prix de Rome,  qualifizierte er sich für ein Stipendium an der Académie de France à Rome. Von 1740 bis 1748 lebte und arbeitete Saly dort, 1749 kehrte er in die Heimat zurück. Ein 1752 entstandenes Marmordenkmal des Königs Ludwig XV. für Valenciennes (zerstört 1792 während der Revolution) begründete seinen internationalen Ruf ebenso wie Arbeiten für Madame de Pompadour, und er wurde nach Kopenhagen berufen, um sein Hauptwerk zu schaffen, das Reiterstandbild des Königs Friedrich V. von Dänemark für den Schlossplatz von Amalienborg. Es ist Teil des dänischen Kulturkanons. Wirtschaftlicher Auftraggeber war die Dänische Ostindien-Kompanie unter Adam Gottlob von Moltke, die das Standbild Friedrich V. zum Geschenk machte. Die Wahl Salys war jedoch eine Regierungsentscheidung im absoluten Dänemark, die mit Hilfe des am Französischen Hof in Paris tätigen Diplomaten Joachim Wasserschlebe getroffen wurde. 1753 nahm Saly in Kopenhagen seine Arbeit auf.
Friedrich V. formierte 1754 die spätere Königlich Dänische Kunstakademie neu. Saly wurde Professor der Akademie und präsentierte sich als Nachfolger des Präsidenten der Akademie Nicolai Eigtved. Dieser verstarb noch im gleichen Jahr, Saly wurde sein Nachfolger und leitete die Akademie bis 1771. Nach seiner Abberufung in der Ära Struensee blieb er noch bis 1774 in Kopenhagen und kehrte dann nach Paris zurück.